# Qu Qiubai
Qu Qiubai född 28 januari 1899 i Changzhou, Jiangsu, död 18 juni 1935 i Changting, Fujian (arkebusering), var en kinesisk journalist, litteraturteoretiker och språkman, samt under knappt ett år 1927–1928 ledare för det kinesiska kommunistpartiet (KKP).
Som tonåring studerade Qu vid den Ryska Språkskolan i Beijing och deltog i studiecirklar om marxism. Var med början 1920 under två år Moskvakorrespondent åt den kinesiska Morgontidningen (晨报) och gick vid denna tid med i det kommunistiska partiet.
Återkommen till Kina blev han 1923 invald som suppleant i KKP:s centralkommitté där han ansvarade för propagandafrågor. Råkade under denna tid i skarp konflikt med KKP-ledaren Chen Duxiu (陈独秀) som Qu hävdade hade svikit den ”rätta läran”. Med stöd från Komintern blev den snarast dogmatiske Qu utsedd till ledare för KKP i augusti 1927, men hans politik blev katastrofal för partiet och han avsattes vid dess sjätte Nationalkongress i juni-juli 1928.
Mellan 1928 och 1930 var Qu åter i Moskva, nu som KKP:s delegat hos Komintern. Efter återkomsten till Kina 1931 blev han aktiv i författarvänstern i Shanghai där han kom att stå Lu Xun (鲁迅) mycket nära. De idéer han vid denna tid förfäktade betonade den traditionella kinesiska kulturens värde, speciellt i de visuella och dramatiska konsterna. Efter att ha begivit sig till den av KKP kontrollerade så kallade Jiangxisovjeten i slutet på 1933 blev Qu kvar där när partiledningen och Röda Armén begav sig ut på den så kallade Långa marschen. Han arresterades av nationalistarmén i mars 1935 och arkebuserades den 18 juni 1935. Fyra veckor innan han arkebuserades av soldater ur nationalistarméns trettiosjätte division skrev han ett avskedsbrev till sina kamrater som han avslutade med de bevingade orden: "Kinesisk tofu är en annan sak som är bäst i världen och som smakar väldigt gott. Farväl!"
Under slutet av 1920-talet och 1930-talet var Qu en av de ledande figurerna bakom den så kallade Latinxua sinwenz-rörelsen, en skriftreform som hade till syfte att så småningom låta de kinesiska tecknen bereda plats för en fonetisk skrift.